# Luis Pancorbo
Luis Pancorbo es el pseudónimo profesional de Luis López del Pecho (Burgos, 1946), periodista y viajero español, conocido especialmente por sus reportajes antropológicos para la televisión.

## Biografía
Doctor en Ciencias de la Información, su trayectoria profesional está muy vinculada a Televisión Española, primero como corresponsal en Italia y Suecia y luego  como reportero en programas como Dosier (1978), Primera Página y Objetivo (1981).

### Otros pueblos
Su proyecto más popular fue la serie de documentales antropológicos titulada Otros pueblos, que comenzó a emitirse por TVE el 9 de octubre de 1983 y que en 2010 llegó a los 130 capítulos. Estos documentales obtuvieron premios en festivales internacionales y, en España, ganaron el Premio Ondas en 1986.

### Otras actividades
En septiembre de 2011 se publica su libro Los dioses increíbles. 
Comisario de "Miradas y Reflejos. Ciclo de Cine y Antropología(s)" en Teruel. 
En mayo de 2012 publica Selva de culturas. Exploraciones antropológicas. 
En julio de 2013, con ocasión del 30 aniversario del estreno de "Otros pueblos" en 1983, la 2 de TVE abordó la reemisión de las cuatro primeras tandas de la serie, con un total de 46 capítulos de una hora realizados en cine de 16 mm. 
En noviembre de 2013 recibió un homenaje por su trayectoria en el XI Festival Urban TV en Madrid. Lección Magistral en enero de 2014 en el Taller de Cine Documental y Antropología Visual/Estudios Amerindios. Facultad de Geografía e Historia de la Universidad Complutense. 
En mayo de 2014 publica "Del Mar Negro al Báltico" (Almuzara), fruto de sus viajes desde Moldavia y Ucrania hasta Letonia. Ponencia sobre "El Mar Rojo del Cuerno de África. Rutas y realidades" en el curso del Museo Nacional de Antropología/Semana de la Ciencia 2014 sobre "¿Seducción y/o necesidad? La exploración como constante". 
En junio de 2015 en la Casa de América: "Demasiado grandes para ser explicados. Los ríos amazónicos y la vida cotidiana", sesión de clausura del Ciclo 'Una Visión Actual de la Historia de América'. 
Su libro "Año nuevo en Sudán" recibe el XI Premio Eurostars de Narrativa Viajera, auspiciado por la cadena hotelera Hotusa, la UB (Universidad de Barcelona) y la editorial RBA. 
En octubre de 2015 abrió las jornadas de "Cehegín Cultural", en Cehegín (Murcia), con "Del Polo Sur a Sudán. Cinco décadas de viajes". 
En diciembre de 2015 se publica "Mapamundi de lugares insólitos, míticos y verídicos", un atlas personal tras cinco décadas de leguas y libros. 
En abril de 2016 coloquio sobre su trayectoria en "Cronicando. El viaje y sus culturas" en el Centro Conde Duque del Ayuntamiento de Madrid. 
En noviembre de 2016: Ponencia "Los Cargo-cults y la televisión" en el IX Seminario de Historia y Antropología de la Universidad Autónoma del Estado de Hidalgo (México).

## Obra

### Libros publicados
- Guía secreta de Roma para españoles (1975). Al-Borak, Madrid. ISBN 84-70007-029-0
- Diálogos italianos (1976). Sedmay, Madrid. ISBN 84-7380-124-5
- Ecoloquio con Umberto Eco o la magia imposible de la semiótica (1977) Anagrama, Barcelona. ISBN 84-339-0748-4
- Esos pólenes oscuros (1980). Planeta, Barcelona. ISBN 84-320-5538-7
- Los signos de la Esfinge (1983). IORTV, Madrid, ISBN 84-500-9177-2
- Otros Pueblos (1984). Servicio Publicaciones RTVE, Madrid. ISBN 84-85239-09-2
- Los hijos del fuego (1986). Guadalmanuel, Madrid. ISBN 84-86551-00-5
- La tribu televisiva (1986). IORTV, Madrid.ISBN 84-505-4282-0
- Vaya palo (1988). Los libros del tren-Renfe, Madrid. ISBN 84-505-8071-4
- Los viajes del girasol (1989). Mondadori, Madrid. ISBN 84-397-1489-0
- Enviado especial al Polo Sur (1989). Edelvives, Zaragoza.ISBN 84-263-1526-7
- Plumas y lanzas (1990). Lunwerg-RTVE, Madrid. ISBN 84-7782-093-7
- Amazonas, último destino (1990). Edelvives, Zaragoza. ISBN 84-263-1739-1
- Mi buen salvaje (1992). Folio, Barcelona. ISBN 84-7583-319-5
- Fiestas del mundo.Las máscaras de la Luna (1996). E. del Serbal, Barcelona. ISBN 84-7628-168-4
- Son los mares del sur (1997). Maeva, Madrid. ISBN 84-86478-60-X
- Rituales. Las Máscaras del Sol (1998). E. del Serbal, Barcelona. ISBN 84-7628-228-1
- La última vuelta al mundo en 80 días (2000). Los libros de Siete Leguas, Madrid. B.14.429-2000.
- Tiempo de África (2000). Laertes, Barcelona. ISBN 84-7584-438-3
- Samsara, un viaje a Oriente(2000). Kairós, Barcelona.ISBN 84-7245-462-2
- Río de América (2003). Laertes,Barcelona. ISBN 84-7584-506-1
- Abecedario de antropologías (2006). Siglo XXI de España, Madrid. ISBN 84-323-1259-5
- Las islas del rey Salomón (2006). Laertes, Barcelona. ISBN 84-7584-585-1
- El banquete humano. Una historia cultural del canibalismo (2008). Siglo XXI de España, Madrid. ISBN 978-84-323-1341-7
- Avatares. Viajes por la India de los dioses (2008). Miraguano, Madrid. ISBN 978-84-7813-334-5
- Los dioses increíbles (2011). Siglo XXI de España, Madrid. ISBN 978-84-3231473-5
- Selva de culturas. Exploraciones antropológicas (2012). Laertes, Barcelona. ISBN 978-84-7584-851-8
- Auroras de medianoche. Viaje a las cuatro Laponias (2013). Fórcola, Madrid. ISBN 978-84-15174-81-3
- Del Mar Negro al Báltico. Caminos y Letras (2014). Almuzara, Córdoba. ISBN 978-84-16100-27-9
- Año Nuevo en Sudán (2015). RBA, Barcelona. ISBN 978-84-90566-121
- Mapamundi de lugares insólitos, míticos y verídicos (2015). Fondo de Cultura Económica, Madrid-México. ISBN 978-84-375-0732-3
- Al sur del Mar Rojo. Viajes y azares por Yibuti, Somalilandia y Eritrea (2016). Almuzara, Córdoba. ISBN 978-84-16392-64-3